# Paranormal Activity 3
Paranormal Activity 3 es una película de terror sobrenatural de metraje encontrado estadounidense de 2011, dirigida por Henry Joost y Ariel Schulman, y escrita por Christopher Landon. La película es la precuela de Paranormal Activity 2 y Paranormal Activity, iniciando 18 años antes de los sucesos acontecidos. El estreno de la película fue el 21 de octubre de 2011 en los Estados Unidos, España, Colombia, México y Ecuador, mientras que, el 20 de octubre del mismo año en Argentina, Chile y Bolivia.

## Resumen
En marzo de 2005, Katie Featherston (Katie Featherston) ofrece una caja de viejas cintas de vídeo a su hermana embarazada, Kristi Rey (Sprague Grayden), y el marido de ella, Daniel Rey (Brian Boland). Estos dos últimos se encontraban arreglando su nueva casa pintando una habitación que posteriormente, pertenecería al hijo que esperaban llamado Hunter. Un año más tarde, en agosto de 2006, la casa de Kristi y Daniel es aparentemente robada y las cintas han desaparecido.
En septiembre de 1988, las niñas Katie (Chloe Csengery) y Kristi (Jessica Tyler Brown) viven con su madre, Julie (Lauren Bittner), y su novio, Dennis (Chris Smith). Kristi comienza a interactuar con un amigo invisible quien se hace llamar como Toby. Dennis se da cuenta de que desde que Toby apareció han estado ocurriendo cosas extrañas en la casa, mientras que Katie, incrédula como todos ante la supuesta presencia de Toby, usa este tema como pretexto para fastidiar y molestar constantemente a su hermana, fingiendo hablar con Toby solo para poder humillar a Kristi.
Tiempo después, Dennis y Julie tratan de hacer un video erótico, pero son interrumpidos por un terremoto. Mientras buscan a las chicas, la cámara muestra la caída de polvo del techo en una figura invisible en la habitación. La figura a continuación, se mueve y el polvo cae al suelo.
Al revisar las imágenes más tarde, Dennis observa el incidente extraño. Él invita a su amigo Randy (Dustin Ingram) a ver las imágenes, quien le sugiere que coloque cámaras en toda la casa para captar cualquier otro incidente. Esa noche en el dormitorio de las niñas, Kristi se despierta y comienza a hablar con alguien fuera de la cámara antes de ir a la cama. Cuando Dennis le pregunta a Kristi, al día siguiente, le dice que es Toby. Una noche, Kristi se vuelve a levantar para a tener otra conversación con Toby y esta vez le dice que no le insista más con sus peticiones (que en ese momento no se sabe de qué se tratan).
Una noche poco después de la medianoche, cuando Katie y Kristi se encontraban durmiendo juntas en un campamento en el patio de su casa, Julie se levanta desesperada y despierta a Dennis, ya que siente que alguien ha entrado a la casa. Mientras Dennis sale a investigar, Julie se queda en la habitación. Poco después, Dennis, al no encontrar a nadie dentro de la casa, le aconseja a Julie meter a las niñas por razones de seguridad, por lo cual despiertan a las niñas las cuales dormían plácidamente y las obligan a ir a sus habitaciones.
Cierto día después, los padres de la niñas tienen que asistir a una reunión de trabajo en la noche, por lo cual, dejan a cargo de ellas a una niñera llamada Lisa (Johanna Braddy). Lisa empieza a jugar e interactuar con las niñas haciéndose pasar por un fantasma colocándose una sabana en la cabeza para simular el personaje, sólo para asustarlas y hacerlas reír, debido a que Kristi fue la que introdujo ese tema. Poco después, cuando llegó la hora de dormir de las niñas. Lisa es acosada por alguien que intenta asustarla con el mismo juego del fantasma de colocarse una cobija en la cabeza (que en ese momento no se sabe quién es ya que la sábana cubre todo su cuerpo), pero ella no se percata de ello debido a que se encuentra de espaldas al sujeto, el cual se acerca desde atrás poco a poco. Finalmente, cuando Lisa lo siente y se voltea para enfrentarlo, se desvanece dejando la sabana caer en el suelo, ante el asombro y la sorpresa de la niñera. Lisa sube a la habitación de las niñas para asegurarse de que se encuentran dormidas, cuando ve que todo está en orden, nota algo en la habitación que la cámara no puede captar, ya que se encuentra fuera de su vista, mientras Lisa se acerca a ello, alguien le sopla violentamente en la cara y le pega en el pecho tirándola para atrás, dejando aún más nerviosa a Lisa, la cual huye despavorida de la habitación y se queda en un estado de terror hasta que puede irse de la casa (que es cuando llegan Julie y Dennis).
Tiempo después, Kristi se enferma, por lo que Julie y Dennis la llevan al hospital. Katie se queda sola con Randy en la casa y le pide que jueguen a "Bloody Mary". Ellos van al baño de las niñas, dicen "Bloody Mary" tres veces y apagan la luz. Como no ocurre nada, Katie insiste en que vuelvan a intentarlo. Randy es atacado dolorosamente y con la luz revelan un rasguño grande en un lado de su cuerpo. Ellos tratan de salir del baño, pero una figura oscura se mueve más allá de la puerta. Cuando Randy trata de salir por segunda vez, los muebles son violentamente arrojados alrededor. Tras el regreso de Julie y Dennis, Randy se va apresurado.
La entidad invisible aterroriza a Katie y Kristi, perjudicando más a Katie. Más tarde, mientras ellas jugaban a perseguirse, llegan a su cuarto y de pronto esta es detenida por alguna fuerza invisible mientras corría, que luego le agarra del pelo y la alza. Después, ella escapa y se va corriendo con su mamá que discutía con Dennis (sobre el tema de si había algún espíritu), ya que este descubre un extraño símbolo en el armario de las niñas, similar al de una imagen de mujeres en un libro sobre misticismo. Dennis explica a Julie que el símbolo pertenecía al aquelarre de brujas que lavaban el cerebro a mujeres en edad fértil para tener varones y luego olvidarse de ellos, pero Julie no lo acepta y culpa a Dennis de ser quien hace que las niñas tengan miedo.
En la noche siguiente, Katie se despierta desesperada, ya que sintió que alguien le alzaba la cobija de la cama, luego, una pequeña computadora con la marca del símbolo extraño se enciende sola, aterrorizando más a Katie, quien trata de despertar a Kristi (que duerme al lado), mostrándole lo que ocurre y le pregunta sobre ello, a lo que Kristi responde que Tobby se encuentra en la habitación. Katie se aterroriza y Kristi le dice que solo tiene que ignorarlo, pero cuando la cobija de la cama de Katie es lanzada violentamente al piso, Katie no aguanta y corre hacia la habitación de sus padres, por lo cual es arrastrada hacia el armario de la habitación, Katie se zafa y le pide a Kristi que la ayude, pero luego la cama es violentamente golpeada y Katie vuelve a ser arrastrada por una fuerza invisible. Kristi le pide a Toby que la deje en paz, pero al ver que este no reacciona, Kristi se compromete a hacer lo que pide y Katie es liberada.
Al día siguiente, Kristi pide a su madre que los lleve a la casa de su abuela Lois (Hallie Foote), pero ella se niega. Posteriormente, Julie se encuentra con una aterradora actividad en la cocina y ella acepta ir a la casa de Lois. Dennis coloca otra cámara en el dormitorio nuevo. A la 1 a. m., se despiertan por el sonido de un coche afuera. Julie dice que el ruido es Lois, que tiene problemas para dormir. Después de escuchar a más disturbios, Julie va a investigar. Cuando ella no regresa, Dennis va en busca de ella. En el fondo, la cámara captura una figura femenina en la oscuridad. Dennis vuelve y toma la cámara.
Él llama a Julie y las niñas, pero no hay respuesta. En la planta baja, Dennis ve una silueta humana detrás de una cortina. Cuando tira de la cortina no está presente, pero en la habitación que entra tiene imágenes extrañas en las paredes, incluyendo el símbolo de la habitación de las niñas, que se había ocultado debajo de cuadros enmarcados. Al darse cuenta de que la puerta trasera está abierta, Dennis sale a investigar. En el garaje descubre a Lois y a otras mujeres, todas vestidas de negro. Dennis huye a la casa, las mujeres lo seguían lentamente. En la casa se encuentra con Julie en la parte superior de las escaleras, conforme se acerca, ve que está muerta y su cuerpo levitaba sobre el suelo. Su cuerpo se lanza a Dennis, tirándolo de las escaleras. Él se levanta y ve a Kristi, luego se esconde con ella en un armario. Algo golpea la puerta, pero se aleja.
Dennis y Kristi dejan el armario. Pasando por la casa, se ve a lo lejos en el patio una enorme hoguera y a algunas de las mujeres de negro alrededor de ella. Dennis y Kristi encuentran a Katie llorando por el cuerpo de Julie. Él se acerca lentamente a Katie por atrás y coloca su mano en su hombro. Katie se vuelve un demonio y suelta un grito inhumano que lo lanza al otro lado de la sala, hiriéndole la pierna. Katie se escapa. Dennis intenta gatear hacia el cuerpo de Julie, pero Lois se para delante de él. Como Lois mira hacia él, el cuerpo de Dennis es repentina y violentamente torcido hacia atrás, matándolo. Katie vuelve a aparecer y llama a Kristi, lo que indica que serán parte de algún ritual. A medida que se dirigen hacia arriba, Kristi llama a Toby. Hay un sonido de movimiento y un gruñido monstruoso y la cámara deja de grabar.

## Reparto
- Chris Smith es Dennis.
- Lauren Bittner es Julie Featherston.
- Chloe Csengery es Katie Featherston. (joven)
- Katie Featherston es Katie Featherston. (adulta)
- Jessica Tyler Brown es Kristi Rey/Kristi Featherston. (joven)
- Sprague Grayden es Kristi Rey/Kristi Featherston. (adulta)
- Hallie Foote es Abuela Lois.
- Dustin Ingram es Randy Rosen.
- Johanna Braddy como Lisa. (niñera)
- Brian Boland como Daniel Rey.

## Doblaje
- Daniel del Roble como Dennis.
- Rosalba Sotelo como Julie.
- Andrea Arruti como Katie Featherston. (joven)
- Carola Vázquez como Katie Featherston. (adulta)
- Melissa Gutiérrez como Kristi Rey/Kristi Featherston. (joven)
- Gaby Ugarte como Kristi Rey/Kristi Featherston. (adulta)
- Rebeca Patiño como Abuela Lois.
- Eduardo Ramírez como Randy Rosen.
- Humberto Solórzano como Daniel Rey.

## Producción
Paramount y DreamWorks eligieron al escritor de Paranormal Activity 2 Christopher Landon para crear la secuela. Henry Joost y Ariel Schulman, los directores de la conocida obra del documental de Catfish fueron elegidos para dirigir a la tercera película en la franquicia. Oren Peli, siendo el director y el productor de la primera y la segunda película de la saga a los cuales son con el filme del 2007, Paranormal Activity y Paranormal Activity 2 respectivamente, volverá en la producción de la película como el productor de la secuela junto con el que también fue el productor de la segunda entrega Jason Blum y con el apoyo de los productores ejecutivos Steven Schneider y Akiva Goldsman. Según a los medios de la comunicación, para los actores de la primera y la segunda película, Natalia Rodríguez, el debut esperado de la actriz y Micah Sloat, serán los protagonistas de sus roles para la secuela. Al igual con la protagonista de la primera y la segunda película de la saga Katie Featherston podría volver con la continuación de la tercera película. La producción comenzó en junio del 2011. El primer tráiler fue lanzado el 22 de julio de 2011. El segundo tráiler de la película fue lanzado el 3 de octubre de 2011. El presupuesto para la película será de un total de $5 millones de dólares.

## Marketing
El sitio de la película lanzó el promocional para la tercera entrega de la franquicia confirmando a los directores y a los productores junto con el enunciado con el estreno. El 22 de julio del 2011 se lanzó el primer tráiler, mostrando escenas de Katie y su hermana durante su infancia. El 3 de octubre del mismo año se lanzó el segundo tráiler, que muestra escenas inéditas donde se puede observar a las dos hermanas y su familia siendo atormentadas por el demonio. Varias de las escenas de estos dos tráileres no aparecieron en la película, y otras aparecieron de una manera diferente.

## Secuela
En enero de 2012, Paramount anunció que habrá una cuarta entrega en la franquicia, con una fecha de estreno el 19 de octubre de 2012. Será dirigida por Henry Joost y Ariel Schulman, los directores de la tercera película.